# Tales of Phantasia
 (mai 2008).
Si vous disposez d'ouvrages ou d'articles de référence ou si vous connaissez des sites web de qualité traitant du thème abordé ici, merci de compléter l'article en donnant les références utiles à sa vérifiabilité et en les liant à la section « Notes et références ».
Tales of Phantasia (テイルズ オブ ファンタジア, Teiruzu obu Fantajia) est un jeu vidéo de rôle développé par Wolf Team et édité par Namco en 1995 sur Super Famicom.

Des portages PlayStation, Game Boy Advance, puis PlayStation Portable ont ensuite vu le jour. La version Game Boy Advance est la seule à avoir été régionalisée hors du Japon à ce jour, traduite en cinq langues, dont le français.
Le jeu fut développé par Wolf Team, écrit et programmé par Yoshiharu Gotanda, futur fondateur et PDG de Tri-Ace et sa musique composée par Motoi Sakuraba et Shinji Tamura. Le chara design est attribué à l'auteur de manga Kosuke Fujishima.
Tales of Phantasia est le premier de la série des Tales of, qui couvre diverses architectures matérielles. Cette série donne lieu à une appellation, d'usage peu courant, de « RPG légendaire » (densetsu no RPG) à cause de son système de combat particulier. Dans cette série, Tales of Symphonia est le préquel de Tales of Phantasia. Tales of Symphonia se déroule des milliers d'années avant l'aventure de Tales of Phantasia. 
Il existe de plus une version « spin-off » sur Game Boy nommée Tales of Phantasia: Narikiri Dungeon, qui se déroule 104 ans après les événements de ToP ; Tales of the World: Summoner's Lineage se déroule quelques années après la fin de ToP et met en scène la descendance de Klarth.

## Histoire
« Si le mal existe en ce monde, il se cache dans le cœur des hommes »

— Edward D. Morrison
Tales of Phantasia s'ouvre sur une bataille épique entre une compagnie de quatre personnes opposée à un sorcier maléfique, Dhaos, dont l'issue changea le destin du monde.
Battant Dhaos, ils entreprennent de l'enfermer dans une prison scellée par magie. Pour empêcher que le sceau soit brisé, les quatre combattants se partagent deux pendentifs qui ne sont autres que les clés de la prison. Ils décident de ne jamais révéler ce secret et se séparent afin d'être sûrs de ne pas se recroiser.
Les quatre personnages qui ont scellé Dhaos sont en réalité Miguel et Maria Alvein, Meryl Adnade et Trinicus Morrison, descendant de Edward D. Morrison.
Cependant, les combattants sont les ancêtres de ces derniers ; en effet ces combattants du passé, en battant Dhaos, vont faire fuir celui-ci vers le présent. Miguel Alvein prit le premier pendentif et Meryl Adnade le second.
Une dizaine d'années plus tard. Vers l'an 4302 du calendrier asérien. Toltus, village natal de Cless Alvein et de Chester Barklight.
Le jour de son 17e anniversaire, Cless part à la chasse avec son meilleur ami, Chester. Traquant une bête, les deux jeunes hommes décident de se séparer.
S'approchant d'un grand arbre mort, Cless reçoit alors une vision d'un esprit lui disant « Ne blessez pas l'Arbre, je vous en prie ! » puis qui disparaît, lui laissant une vision fugace du grand arbre mort dans un état sain.
Alors qu'il est rejoint par Chester, l'alarme de la ville retentit subitement. À leur arrivée au village, une tragédie les attend : tout est en ruine et des cadavres jonchent les rues.
Tous les villageois sont morts dans l'attaque de chevaliers menés par Mars Uldole, incluant les parents de Cless et la petite sœur de Chester, Amy Barklight. Les deux jeunes hommes apprennent que le but de l'attaque était un pendentif que Cless reçut de son père, Miguel. Sa mère mourante, Maria Alvein, lui dit de s'enfuir chez son oncle habitant Euclid. Cless décide de partir immédiatement, alors que Chester reste pour offrir une sépulture décente aux habitants du village.
Arrivé à Euclide, Cless est malheureusement trahi par son oncle, qui le dénonce à Mars, chef des soldats d'Euclid. Ce dernier, possédé sans le savoir par Dhaos, dérobe le pendentif confié à Cless et le jette au cachot.
Aidé par une mystérieuse femme, apparemment morte des suites de terribles tortures, Cless parvient à s'échapper et fait la connaissance d'une jeune fille détenue dans le même bâtiment, Mint Adnade, une magicienne spécialisée dans la guérison. Il comprend que la femme vue plus tôt était sa mère, mais lui cache la vérité. Les deux jeunes gens s'enfuient de la ville et retrouvent plus tard Chester chez une des quatre personnes du départ, Trinicus Morrison. Ce dernier leur apprend l'histoire qui le lie à leurs parents, ainsi que leur quête visant à enfermer Dhaos. Horrifié d'apprendre la perte des deux pendentifs, Trinicus se précipite vers un mausolée des environs, suivi subrepticement par Cless et sa compagnie, conscients qu'ils y trouveront probablement Mars. Malheureusement, Mars parvient à libérer Dhaos à l'aide des pendentifs avant que Trinicus et les autres ne puissent l'en empêcher. Sans espoir de pouvoir défaire le tout-puissant Dhaos dans leur forme actuelle, Trinicus tente d'expédier Cless, Mint et Chester un siècle auparavant dans le but d'en savoir plus sur Dhaos et s'aguerrir pour le défaire. Dhaos attaque la compagnie d'un sort magique, mais Chester le bloque en se sacrifiant, permettant aux deux autres de voyager dans le temps, en l'an 4202 du calendrier asérien.
Dans le passé, Dhaos cause toujours le chaos, préparant une guerre imminente contre les deux plus grandes contrées humaines, Alvanista et Mid Galds. Ce sera le début d'une histoire qui va changer le monde, le passé, le présent et le futur.

## Personnages

### Personnages principaux
Cless Alvein: Jeune garçon de 17 ans qui manie l'épée et qui s'entraine dans le dojo de son père, ses parents furent tués lors d'une attaque sur son village. Il est le descendant d'un des héros qui scella Dhaos. Il possède un grand pouvoir.
Chester Barklight: Meilleur ami de Cless, il manie l'arc aussi bien que les Elfes. Il a le même désir de vengeance que Cless, mais n'est jouable qu'au début du jeu, jusqu'au retour de l'équipe dans le présent. Il a une relation très conflictuelle avec Arche, relation qui pourrait cependant évoluer…
Mint Adnade: Descendante d'une guérisseuse ayant affronté Dhaos, Mint est elle aussi une guérisseuse de grand talent. Discrète et pure, elle ne prend la parole que rarement, mais jamais inutilement. Elle et Cless semblent beaucoup s'apprécier, sans pour autant se le montrer clairement.
Klarth F.Lester: Apparaît dans l'équipe dès l'arrivée dans le passé de Cless et Mint. C'est un humain de 28 ans qui utilise les invocations au combat, telles qu'Ondine, Sylphe ou Efreet. Il vit au village d'Euclid où il est chercheur avec Linard, qui est à la fois son assistante et sa petite-amie.
Arche Klein: Arche est une demi-elfe pleine de vie qui apparaît  dans le passé. Par ses origines demi-elfes, elle peut utiliser la magie, c'est une sorcière de talent dont les capacités sont indispensables en combat. C'est un personnage plein de vie et réfléchi, qui apporte une touche de légèreté à l'aventure.
Suzu Fujibayashi: Personnage optionnel, Suzu est une jeune ninja de 11 ans au grand cœur. Elle rejoint l'équipe à la suite de la mort de ses parents, possédés par Dhaos.

### Personnages secondaires
Edward D. Morrison : Edward est un des quatre guerriers qui combattaient Dhaos dans l'introduction. C'est lui qui le vainquit avec le sort Foudre divinel (Indignation). Il scella Dhaos dans une prison dont la clé était un pendentif qu'il dédoubla. Trinicus Morrison est son descendant.
Trinicus Morrison : Descendant d'Edward, tout comme lui, il peut utiliser la magie. Il a envoyé Cless et Mint dans le passé, mais lui et Chester se firent tuer. Plus tard, il sera sauvé en même temps que Chester.
Rhéa Scarlet : Une vieille amie d’Arche, tuée elle et ses parents par Démitel sous le contrôle de Dhaos. Elle empruntera le corps d'Arche pour venger sa mort. Elle se joindra au groupe sans être jouable.
Brambert : C'est le seigneur elfe de la colonie vivant dans la forêt d'Ymir. Cless, Mint, Klarth et Arche viendront lui demander de l'aide pour réparer l'anneau de Luna. Il se joindra à eux (mais il n'est pas jouable) dans la Forêt à la recherche de la Pierre Noire.
Arsia : Une elfe vivant près d'Ymir dans une grande maison luxueuse où elle mène une vie solitaire. Elle a le pouvoir de transformer les gens en pierre. Elle est amoureuse de Brambert et demandera à Cless et son groupe d'aller le chercher quand ces derniers viendront lui demander de réparer l'arc cassé de Chester. Elle "prendra en otage" Arche pour que Cless aille chercher Brambert. À leur retour, Arsia transformera Brambert en pierre, redonnera sa forme à Arche mais ne réparera pas l'arc de Chester.
Nancy: Jeune fille qui travaille à l'épicerie et est follement amoureuse de Elwyn.un jeune armurier elle s'enfuira avec lui pour pouvoir se marier. Et elle pourra enfin avoir un vrai travail et enfin épouser celui qu'elle aime.
Elwin: Jeune Armurier vivant à Venezia avec son père  et travail avec lui depuis la mort de sa mère. Au début quand vous lui direz le nom de la jeune fille il ne sera pas intéresser à la voir. Pourtant vous lui apprendrez qu'elle a suivi par amour et va aller la rejoindre. Mais son père s'objectera à cet amour et par honte il ira se cacher dans un coin. Klarth lui dira de fuir avec Nancy avant même que vous ayez pu faire quoi ce soit et ira la rejoindre pour quitter la ville. Quand vous le retrouverez avec Nancy il va vous dire de ne rien dire à son père mais vous lui direz tout de même. Grâce à Mint le conflit qu'Elwin a avec son père va être réglé et pourra enfin épouser Nancy.
Doug: Vieil homme veuf vivant à Venezia avec son fils Elwyn. Il a perdu sa femme alors qu'Elwin n'était qu'un enfant. Il s'oppose farouchement à la relation entre son fils et Nancy, bien qu'il n'ait pas de haine particulière envers celle-ci. Il craint que son fils perde sa femme comme lui a perdu la sienne. Mais enfin, il finira par accepter que son fils se marie.

## Système de jeu
Comme dans Tales of Symphonia, les combats sont en temps réel. Vous dirigez le personnage principal, les autres personnages étant gérés par l'Intelligence artificielle de la machine, cependant vous pouvez leur donner un ordre à n'importe quel moment via le menu (lancer un sort, utiliser un objet…). Vous pouvez aussi décider de la place que chacun prendra face aux monstres. Les coups spéciaux, appelés aussi techniques de combat, sont notés en pour cent. Quand on atteint un niveau, d'autres coups spéciaux apparaissent. Parfois pour de l'argent, des personnes vous apprendront des techniques, celles-là combinées. Elles permettent plus de dégâts et d'être enchaînées avec les techniques simples et spéciales afin d'effectuer des combos.

Attention pour pouvoir utiliser les techniques combinées, il faut chaque fois que les techniques "simples" soit acquises. Les techniques combinées sont par ailleurs appelées "Arcanes".
Notez que vous pouvez à tout moment (hors d'un combat) choisir de diriger un autre personnage que Cless. Vous contrôlerez alors pleinement cet autre personnage et relèguerez Cless au second plan, le rendant ainsi contrôlé par l'intelligence artificielle. Cette information peut être utile dans certains combats, où les attaques de Cless n'ont pas d'effet par exemple. Pour ceci il vous suffit simplement d'aller dans ce même menu ou vous gérez la formation de l'équipe puis vous échangez Cless avec le personnage de votre choix.

## Réalisation
Bien que de nos jours la présence d'un thème de jeu vocal n'a plus rien d'exceptionnel, Tales of Phantasia est l'un des seuls jeux sur Super Nintendo à en posséder un, ce qui est remarquable étant donné la taille réduite des supports de jeu de l'époque, les cartouches ROM, et le peu de mémoire consacré au son sur la console Super Nintendo.
On le cite d'ailleurs souvent à tort comme le premier jeu SFC à disposer d'une chanson numérisée, puisque le jeu Down the World, publié en septembre 1994, est le premier à en posséder une. À la même époque, le Mega-CD de Sega, la PC-Engine de NEC, ou des consoles de génération plus avancée comme la Sega Saturn et la Sony PlayStation permettaient déjà la lecture de données PCM via des pistes CD-DA supplémentaires.
Cette performance technique fut possible grâce au moteur baptisé "Flexible Voice Driver" programmé par Hiroya Hatsushiba capable de charger les échantillons sonores dans la mémoire audio à la volée. Outre la chanson de thème, le jeu contient des échantillons sonores numérisés de courte durée.
La cartouche codétient par ailleurs le record de taille d'une cartouche SNES, avec 48 mégabits, soit 6 mégaoctets, avec Star Ocean de Tri-Ace, alors que le taille standard avoisine plutôt les 16 Mégabits.

## Rééditions GBA et PSP
La version sur SNES est l'aventure originale du jeu ; la version Game Boy Advance (GBA) n'étant qu'une reprise de celle-ci dont la qualité graphique et la jouabilité ont été optimisées (cependant certains effets graphiques ont été supprimés tels que les reflets). Un donjon supplémentaire y est aussi apparu. Tales of Phantasia écoppa d'un 28/40 de la part du célèbre magazine de jeu vidéo Famitsu à l'occasion de la réédition du jeu sur GBA.
La version PlayStation Portable (PSP) quant à elle fait apparaître un effet 3D et des attaques mieux réalisées, mais le donjon supplémentaire de la version GBA disparait.

## Parodies
Le jeu a donné naissance à de nombreuses parodies qui pullulent sur le net.
- Thales Phantasia est une parodie mp3 française du jeu.

## Licence

### Anime
L'anime de Tales of Phantasia est composé de quatre épisodes d'une demi-heure chacun et édités sous formes d'OAV. Il reprend la même histoire que le jeu vidéo, avec quelques modifications. L'anime est édité en France par Anima.
Les deux premiers épisodes se concentrent sur la guerre Valhalla et se terminent sur Cless et les autres de retour dans le présent, à la charge pour vaincre Dhaos. Dans le troisième épisode, Cless et ses amis rencontrent Runeglom et vont dans le village elfe. Heimdall se fait attaquer par un ninja aux ordres de Dhaos et Cless le combat. L'épisode se termine sur une musique envoûtante lors de l'invocation d'Origine.

### Musique
Le rêve sans fin ~ les gouttes du temps éparpillées ~ (夢は終わらない～こぼれ落ちる時の雫～, yume wa owaranai ~koboreochiru toki no shizuku~)
Générique principal
- Interprète : Yukari Yoshida pour les versions SFC et GBA, yo~mi (Yumi Yoshida) pour la version PlayStation.
- Parolière : Shōko Fujibayashi
- Compositeur : Toshiyuki Sekiguchi
- Arrangé par : Hiroya Hatsushiba pour la version SFC.

Une étoile dans le ciel (星を空に・・・, hoshi wo sora ni…)
Générique de fin pour la version PS
- Interprète : Yukari Yoshida
- Parolier : Daichi Kishimoto (大河 岸本?)
- Compositeur : Keiichi Takenaka

La fin du rêve (夢の果て, yume no hate)
Générique de début des OAV "Tales of Phantasia THE ANIMATION"
- Interprète : Masami Suzuki (真仁 鈴木?)
- Parolière : tomo
- Compositeur : Mika Watanabe, Ikuko Noguchi
- Arrangé par : Nishikawa Tatsuya

Priere
Générique de fin des OAV "Tales of Phantasia THE ANIMATION"
- Interprète : Masami Suzuki
- Parolière : tomo
- Compositeur : Mika Watanabe, Ikuko Noguchi
- Arrangé par : Nishikawa Tatsuya